# ديمقراطية شعبية

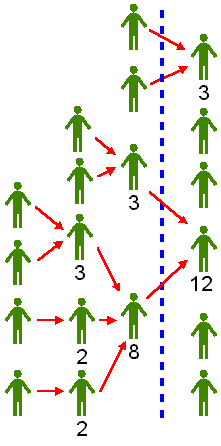

الديمقراطية الشعبية (بالإنجليزية: Popular Democracy)‏ تُطلق هذه التسمية على نظام الحكم في الدول الخاضعة للنفوذ الشيوعي، كالنظام القائم في الاتحاد السوفيتي سابقاً ودول المعسكر الاشتراكي السابقة، وتعد الديمقراطيات الغربية هذا النظام غير ديمقراطي لأن اساليبه لا تتفق والمقاييس الأساسية التي تُقرها الديمقراطيات، فالتعبير عن ارادة الشعب يجري على اساس نظام معقد مفروض من داخل أعلى قيادة حزبية أو جهة حكومية واحدة بحيث تقيد حرية الاختيار لدى المواطن وحرية تأييده أو رفضه لحزب دون آخر.
الديمقراطية الشعبية عبارة عن مفهوم للديمقراطية المباشرة تقوم على الاستفتاءات وغيرها من أدوات التمكين وتُعتبر تجسيدًا للإرادة الشّعبية. تطور هذا المفهوم من الفلسفة السياسية لمبادئ حزب الشعب الأمريكي، باعتباره نسخة ديمقراطية بالكامل عن عقيدة التمكين الشّعبية هذه، ولكن منذ استقلالها عنه، ناقش البعض كونها مفهومًا عدوانيًا أو ليست ذات صلة بالأمر الآن (انظر القيم). على الرغم من استخدام التعبير منذ القرن التاسع عشر وإمكانية تطبيقه على سياسات الحرب الأهلية الإنجليزية، فعلى الأقل يُعتبر المفهوم (أو المفهوم في شكله الحالي) حديثًا ولم يتطور إلا مؤخرًا بشكله الكامل.

## الاستخدامات المبكرة للمصطلحات و/أو المفهوم
يرى بعض الشخصيات، مثل المنتج الوثائقي التلفزيوني، المخرج والكاتب كولين توماس، يَرون الداعين إلى المساواة، عبارة عن مجموعات مقاومة لكلٍّ من جمهورية ستيورات مونارشي وأوليفر كرومويلز الإنكليزية كفرق مناصرة للديمقراطية الشعبية المبكرة. يرى توماس خط سير هذه الديمقراطية الشعبية المبكرة يمرُّ عبر الكنيسة المعارضة للثوريين الأمريكيين والنقابات التجارية البريطانية في وقت لاحق.
في بعض الأحيان، تُعتبر الفطرة السليمة لدى توماس باين دفاعًا عن شكل من أشكال الديمقراطية الشعبية. اعتُبر أندرو جاكسون مُدافعًا عن الديمقراطية الشعبية كسياسيّ وكرئيس. وتُعتبر رئاسته قد أسهمت في الانتقال من جمهورية (ديمقراطية جيفرسونيان) إلى الديمقراطية الشعبية (ديمقراطية جاكسون) في الولايات المتحدة.
يستخدم والت ويتمان الكلمة في الآفاق الديمقراطية كوصف للمفهوم الغامض للديمقراطية الجماعية مع الاقتراع العالمي الذي دافع عنه لنمط أكثر أو أقل مُباشرةً وتشاركيّةً. اعترف بأن النظام ينطوي على بعض المخاطر، ولكنه «يُبرره عمليًا بأفخر المطالب والآمال الجامحة للمُتحمسين له». يمكن اعتبار وليم جينينجز براين ديمقراطيًّا شعبيًّا لدعمه للدّيمقراطيّة المبنية على السّيادة الشّعبيّة.
يُعتبر تيدي روزفلت مُدافعًا عن التمردّ الديمقراطيّ الشّعبي ضد الأعمال التجارية الكبرى والنخبوية.
في نهاية النصف الأول من القرن العشرين، فضلت الأحزاب الديمقراطيّة المسيحية مصطلح «الديمقراطيين الشعبيّين» على الديمقراطيين المسيحيين.

## منتصف القرن العشرين
في الهند بعد الاستقلال، اعتُبرت الديمقراطية الشعبية، جنباً إلى جنب مع الليبرالية الاقتصادية والاجتماعية والقومية الهندوسية، واحدةً من التيارات الرئيسية التي حاولت تحديد السياسة الهندية منذ عام 1947.
يُشار إلى إيران في بعض الأحيان بتاريخها في الديمقراطية الشّعبية بالتوازي مع الدولة البهلوية قبل الإطاحة بمصدق وإعادة تنصيب الشاه.
اعتُبر يوجين مكارثي رئيسًا لحملة ديمقراطية شّعبية في عام 1968.
في عام 1969 أطاح معمر القذافي بالملكية الموالية للغرب وأنشأ نظاماً زعم أنه ديمقراطية شّعبية.

## أواخر القرن العشرين
وعلى نحو مماثل للقذافي، أنهى حافظ الأسد رسميًا دولة حزب البعث السوري عام 1970، التي أنشأها الانقلاب العسكري عام 1963، وأعلن عن إقامة ديمقراطية شعبية متعددة الأحزاب.
في عام 1975 كتب القذافي الكتاب الأخضر، دافع فيه عن نظامه السياسيّ كشكل من أشكال «الديمقراطية المباشرة والشعبية» القائمة على إرادة الشعب بدلًا عن البرلمانات النيابية.
بعد سقوط فرديناند ماركوس عام 1986، أنشِئ مركز للبحث والموالاة سُميَّ مؤسسة الديمقراطية الشّعبية، والذي كثيرًا ما انتقد «سياسة النُخبة» ودافع عن الحركات الاجتماعية المحليّة الإصلاحية.
أسسَّ بعض الشيوعيون من بوركينا فاسو مجموعة دعمت الديمقراطية الماركسية-اللينينية الشعبية (على الرغم من أنها كانت خطة اقتصادية للسوق الحرة) في عام 1989، المنظمة الديمقراطية الشّعبية ـ الحركة العمالية. في عام 1991 تخلوا عن الماركسية-اللينينية وحولوها إلى شكل من أشكال الفلسفة الديمقراطية الشّعبية.
اعتبر بعض الناس ديمقراطية تشيكوسلوفاكيا التابعة لـ فاتسلاف هافيل المتمحورة حول المجتمع المدني شكلاً آخر من أشكال الديمقراطية الشّعبية.
في عام 1996، أنشأت المنظمة الديمقراطية الشّعبية للديمقراطية الشّعبية - الحركة العمالية، مُؤتمرًا من أجل الديمقراطية والتقدم، باعتبارها الحزب الحاكم الحالي في بوركينا فاسو.